# Volcano (Album)
Volcano ist das fünfte Studioalbum der norwegischen Metal-Band Satyricon.

## Entstehung
Satyricon unterschrieb vor der Aufnahme des Albums einen Vertrag mit dem Major-Label Capitol Records, worin John Serba von Allmusic jedoch keine Kommerzialisierung sieht.
Zum Lied Fuel for Hatred wurde zusammen mit Jonas Åkerlund ein Video aufgenommen.
Auf der Promotion-Tour für das Album spielte Joey Jordison als Ersatz für Frost in den Vereinigten Staaten Schlagzeug, da dieser kein Visum bekam.

## Stil und Inhalt
Satyr bezeichnet Satyricon als „rock-orientierte Black-Metal-Band mit progressivem Touch“, was Volcano von allen bisher aufgenommenen Alben am besten zeige. Die Produktion und die Riffs orientieren sich am Vorgängeralbum Rebel Extravaganza, Volcano orientiert sich aber mehr am Rock.
Der Titel Volcano fasst laut Satyr den Inhalt und die Musik des Albums am besten zusammen und hat ansonsten keine tiefere Bedeutung.

## Rezeption
Das Album gewann mehrere Preise; es bekam den Spellemannprisen 2002 in der Kategorie Metal-Album, einen Alarm Award als „Metal-Album des Jahres“ und für Fuel for Hatred als „Lied des Jahres“, außerdem einen Oslo-Award als bestes Album insgesamt. Es konnte sich auf Platz 4 der norwegischen Charts platzieren.
Unter den Kritikern löste das Album gemischte Reaktionen aus. Während vor allem aus der Black-Metal-Szene Vorwürfe über den Stilwechsel zu hören waren, lobte Ralf von The Metal Observer das Album als „the heaviest piece of the band history, just like the straightest“.

## Titelliste
1. With Ravenous Hunger – 6:40
2. Angstridden – 6:23
3. Fuel for Hatred – 3:53
4. Suffering the Tyrants – 5:08
5. Possessed – 5:21
6. Repined Bastard Nation – 5:44
7. Mental Mercury – 6:53
8. Black Lava – 14:29
9. Live Through Me – 4:47 (LP-Bonustrack 1)
10. Existential Fear-questions – 5:34 (LP-Bonustrack 2)